# HD8855
HD8855 — хімічно пекулярна зоря спектрального класу B9, що має видиму зоряну величину в смузі V приблизно  8,2.
Вона  розташована на відстані близько 1221,6 світлових років від Сонця.

## Пекулярний хімічний вміст
Зоряна атмосфера HD8855 має підвищений вміст 
Si
.

## Магнітне поле
Спектр даної зорі вказує на наявність магнітного поля у її зоряній атмосфері.
Напруженість повздовжної компоненти поля оціненої з аналізу
наявних ліній металів
становить  997,5± 355,4 Гаус.